# جود فهمي
جود فهمي (20 فبراير 1994) لاعبة جودو سعودية نافست في بطولة الجودو للسيدات ضمن دورة الألعاب الأولمبية الصيفية 2016 ولقد خسرت أول مباراة لها.
والدها هو يعمل دبلوماسي، وهي تعيش في سانتا مونيكا، كاليفورنيا منذ عام 2014. يبلغ طولها 1.64 م ووزنها 52 كجم. وهي تنافس في وزن 52 كجم .

## روابط خارجية
- جود فهمي على موقع أوليمبيديا (الإنجليزية)